# Zakaria Nassik
Zakaria Nassik, né le 1er janvier 1997 à Casablanca au Maroc, est un footballeur international marocain évoluant au poste d'arrière latéral gauche au sein du club marocain du Maghreb AS.

## Biographie
Zakaria Nassik est formé à l'Académie Mohammed VI, au Maroc. En 2016, il rejoint le club du Kawkab de Marrakech.
Le 18 août 2019, il est présélectionné par l'adjoint Patrice Beaumelle avec le Maroc olympique pour une double confrontation contre l'équipe du Mali olympique comptant pour les qualifications à la Coupe d'Afrique des moins de 23 ans.

## Palmarès

### En sélection nationale
Équipe du Maroc junior
- Jeux de la Francophonie :
  -  Médaille d'or en 2017